# World RX de Bélgica 2019
El World RX de Bélgica 2019, oficialmente Spa World RX de Benelux fue la tercera prueba de la Temporada 2019 del Campeonato Mundial de Rallycross. Se celebró del 11 al 12 de mayo de 2019 en el Circuito de Spa-Francorchamps ubicado en la Provincia de Lieja, Bélgica.
La prueba fue ganada por Timur Timerzyanov quien consiguió la primera victoria de su carrera a bordo de su Hyundai i20, Andreas Bakkerud  término en segundo lugar en su Audi S1 y Joni Wiman, sustituto de Niclas Grönholm en esta prueba finalizó tercero con su Hyundai i20.
En el RX2 International Series, el sueco Oliver Eriksson consiguió su segunda victoria de la temporada, fue acompañado en el podio por el finlandés Jesse Kallio y el noruego Ben-Philip Gundersen.

## Supercar

### Series
| Pos.            | No. | Piloto              | Equipo                          | Auto                | Q1  | Q2  | Q3  | Q4  | Pts |
| --------------- | --- | ------------------- | ------------------------------- | ------------------- | --- | --- | --- | --- | --- |
| 1               | 13  | Andreas Bakkerud    | Monster Energy RX Cartel        | Audi S1             | 1º  | 9º  | 1º  | 5º  | 16  |
| 2               | 31  | Joni Wiman          | GRX Taneco Team                 | Hyundai i20         | 5º  | 4º  | 5º  | 3º  | 15  |
| 3               | 33  | Lian Doran          | Monster Energy RX Cartel        | Audi S1             | 7º  | 1º  | 6º  | 10º | 14  |
| 4               | 21  | Timmy Hansen        | Team Hansen MJP                 | Peugeot 208         | 6º  | 10º | 10º | 1º  | 13  |
| 5               | 7   | Timur Timerzyanov   | GRX Taneco Team                 | Hyundai i20         | 8º  | 6º  | 4º  | 4º  | 12  |
| 6               | 92  | Anton Marklund      | GC Kompetition                  | Renault Mégane R.S. | 2º  | 15º | 11º | 2º  | 11  |
| 7               | 71  | Kevin Hansen        | Team Hansen MJP                 | Peugeot 208         | 10º | 8º  | 2º  | 8º  | 10  |
| 8               | 6   | Jānis Baumanis      | Team STARD                      | Ford Fiesta         | 15º | 2º  | 8º  | 6º  | 9   |
| 9               | 44  | Timo Scheider       | All-Inkl.com Münnich Motorsport | SEAT Ibiza          | 4º  | 5º  | 14º | 7º  | 8   |
| 10              | 40  | Mattias Ekström     | Mattias Ekström                 | Audi S1             | 9º  | 12º | 3º  | 9º  | 7   |
| 11              | 123 | Krisztián Szabó     | EKS Sport                       | Audi S1             | 3º  | 11º | 7º  | DNF | 6   |
| 12              | 113 | Cyril Raymond       | GCK Academy                     | Renault Clio R.S.   | 12º | 3º  | 15º | 13º | 5   |
| 13              | 36  | Guerlain Chicherit  | GC Kompetition                  | Renault Mégane R.S. | 18º | 7º  | 9º  | 17º | 4   |
| 14              | 42  | Oliver Bennett      | Oliver Bennett                  | Mini Cooper         | 13º | 14º | 16º | 11º | 3   |
| 15              | 96  | Guillaume De Ridder | GCK Academy                     | Renault Clio R.S.   | 14º | 13º | 20º | 12º | 2   |
| 16              | 5   | Pål Try             | Team STARD                      | Ford Fiesta         | 16º | 16º | 12º | 18º | 1   |
| 17              | 67  | François Duval      | ES Motorsport-Labas GAS         | Škoda Fabia         | 11º | 19º | 13º | DNF |     |
| 18              | 39  | Enzo Ide            | Team JC Raceteknik              | Audi S1             | 20º | 17º | 17º | 14º |     |
| 19              | 66  | Grégoire Demoustier | Grégoire Demoustier             | Peugeot 208         | 17º | DNF | 18º | 15º |     |
| 20              | 84  | Hervé Knapick       | "Knapick"                       | Citroën DS3         | 19º | 18º | 19º | 16º |     |
| Reporte Oficial |     |                     |                                 |                     |     |     |     |     |     |

### Semifinales
Semifinal 1
| Pos.            | No. | Piloto            | Equipo                          | Tiempo    | Pts |
| --------------- | --- | ----------------- | ------------------------------- | --------- | --- |
| 1               | 13  | Andreas Bakkerud  | Monster Energy RX Cartel        | 03:22.773 | 6   |
| 2               | 7   | Timur Timerzyanov | GRX Taneco Team                 | +0.144    | 5   |
| 3               | 33  | Lian Doran        | Monster Energy RX Cartel        | +1.591    | 4   |
| 4               | 71  | Kevin Hansen      | Team Hansen MJP                 | +1.674    | 3   |
| 5               | 44  | Timo Scheider     | All-Inkl.com Münnich Motorsport | +4.393    | 2   |
| 6               | 123 | Krisztián Szabó   | EKS Sport                       | +5.629    | 1   |
| Reporte Oficial |     |                   |                                 |           |     |

Semifinal 2
| Pos.            | No. | Piloto          | Equipo          | Tiempo    | Pts |
| --------------- | --- | --------------- | --------------- | --------- | --- |
| 1               | 31  | Joni Wiman      | GRX Taneco Team | 03:21.340 | 6   |
| 2               | 6   | Jānis Baumanis  | Team STARD      | +1.830    | 5   |
| 3               | 21  | Timmy Hansen    | Team Hansen MJP | +2.185    | 4   |
| 4               | 92  | Anton Marklund  | GC Kompetition  | +3.336    | 3   |
| 5               | 113 | Cyril Raymond   | GCK Academy     | +4.316    | 2   |
| 6               | 40  | Mattias Ekström | Mattias Ekström | +4.926    | 1   |
| Reporte Oficial |     |                 |                 |           |     |

### Final
| Pos.            | No. | Piloto            | Equipo                   | Tiempo    | Pts |
| --------------- | --- | ----------------- | ------------------------ | --------- | --- |
| 1               | 7   | Timur Timerzyanov | GRX Taneco Team          | 03:21.352 | 8   |
| 2               | 13  | Andreas Bakkerud  | Monster Energy RX Cartel | +2.002    | 5   |
| 3               | 31  | Joni Wiman        | GRX Taneco Team          | +2.702    | 4   |
| 4               | 21  | Timmy Hansen      | Team Hansen MJP          | +5.420    | 3   |
| 5               | 6   | Jānis Baumanis    | Team STARD               | +7.608    | 2   |
| 6               | 33  | Lian Doran        | Monster Energy RX Cartel | +16.373   | 1   |
| Reporte Oficial |     |                   |                          |           |     |

## RX2 International Series

### Series
| Pos.            | No. | Piloto               | Equipo                     | Q1  | Q2  | Q3  | Q4  | Pts |
| --------------- | --- | -------------------- | -------------------------- | --- | --- | --- | --- | --- |
| 1               | 47  | Jesse Kallio         | Olsbergs MSE               | 1º  | 2º  | 2º  | 1º  | 16  |
| 2               | 16  | Oliver Eriksson      | Olsbergs MSE               | 2º  | 12º | 1º  | 2º  | 15  |
| 3               | 2   | Ben-Philip Gundersen | JC Raceteknik              | 3º  | 1º  | 3º  | 11º | 14  |
| 4               | 35  | Fraser McConnel      | Olsbergs MSE               | 5º  | 6º  | 4º  | 6º  | 13  |
| 5               | 55  | Vasiliy Gryazin      | Sport Racing Technologies  | 7º  | 4º  | 7º  | 5º  | 12  |
| 6               | 52  | Simon Olofsson       | Simon Olofsson             | 4º  | 8º  | 11º | 3º  | 11  |
| 7               | 22  | Sami-Matti Trogen    | Set Promotion              | 11º | 5º  | 5º  | 4º  | 10  |
| 8               | 6   | William Nilsson      | JC Raceteknik              | 9º  | 3º  | 8º  | 9º  | 9   |
| 9               | 12  | Anders Michalak      | Anders Michalak            | 6º  | 7º  | 10º | 8º  | 8   |
| 10              | 90  | Jimmie Walfridson    | JC Raceteknik              | 8º  | 13º | 6º  | 10º | 7   |
| 11              | 21  | Damien Meunier       | Damien Meunier             | 10º | 9º  | 9º  | 12º | 6   |
| 12              | 77  | Steven Volders       | National Renstal Trommelke | 12º | 10º | 12º | 7º  | 5   |
| 13              | 66  | Albert Llovera       | Albert Llovera             | 13º | 11º | 13º | 13º | 4   |
| Reporte Oficial |     |                      |                            |     |     |     |     |     |

### Semifinales
Semifinal 1
| Pos.            | No. | Piloto               | Equipo                    | Tiempo    | Pts |
| --------------- | --- | -------------------- | ------------------------- | --------- | --- |
| 1               | 47  | Jesse Kallio         | Olsbergs MSE              | 03:38.600 | 6   |
| 2               | 2   | Ben-Philip Gundersen | JC Raceteknik             | +1.858    | 5   |
| 3               | 22  | Sami-Matti Trogen    | Set Promotion             | +2.722    | 4   |
| 4               | 21  | Damien Meunier       | Damien Meunier            | +5.713    | 3   |
| 5               | 55  | Vasiliy Gryazin      | Sport Racing Technologies | +6.512    | 2   |
| 6               | 12  | Anders Michalak      | Anders Michalak           | +1 Vuelta | 1   |
| Reporte Oficial |     |                      |                           |           |     |

Semifinal 2
| Pos.            | No. | Piloto            | Equipo                     | Tiempo    | Pts |
| --------------- | --- | ----------------- | -------------------------- | --------- | --- |
| 1               | 16  | Oliver Eriksson   | Olsbergs MSE               | 03:37.793 | 6   |
| 2               | 35  | Fraser McConnel   | Olsbergs MSE               | +2.440    | 5   |
| 3               | 6   | William Nilsson   | JC Raceteknik              | +3.484    | 4   |
| 4               | 52  | Simon Olofsson    | Simon Olofsson             | +5.917    | 3   |
| 5               | 90  | Jimmie Walfridson | JC Raceteknik              | +7.777    | 2   |
| 6               | 77  | Steven Volders    | National Renstal Trommelke | +8.929    | 1   |
| Reporte Oficial |     |                   |                            |           |     |

### Final
| Pos.            | No. | Piloto               | Equipo        | Tiempo    | Pts |
| --------------- | --- | -------------------- | ------------- | --------- | --- |
| 1               | 16  | Oliver Eriksson      | Olsbergs MSE  | 03:36.540 | 8   |
| 2               | 47  | Jesse Kallio         | Olsbergs MSE  | +0.399    | 5   |
| 3               | 2   | Ben-Philip Gundersen | JC Raceteknik | +3.417    | 4   |
| 4               | 22  | Sami-Matti Trogen    | Set Promotion | +6.215    | 3   |
| 5               | 35  | Fraser McConnel      | Olsbergs MSE  | +6.278    | 2   |
| 6               | 6   | William Nilsson      | JC Raceteknik | +6.795    | 1   |
| Reporte Oficial |     |                      |               |           |     |

## Campeonatos tras la prueba
| Pos | Piloto            | Pts | Dif |
| --- | ----------------- | --- | --- |
| 1   | Kevin Hansen      | 69  |     |
| 2   | Timmy Hansen      | 58  | +11 |
| 3   | Timur Timerzyanov | 53  | +16 |
| 4   | Jānis Baumanis    | 52  | +17 |
| 5   | Andreas Bakkerud  | 51  | +18 |

| Pos | Piloto            | Pts | Dif |
| --- | ----------------- | --- | --- |
| 1   | Oliver Eriksson   | 59  |     |
| 2   | Jesse Kallio      | 50  | +9  |
| 3   | Fraser McConnel   | 46  | +13 |
| 4   | Sami-Matti Trogen | 36  | +23 |
| 5   | Vasily Gryazin    | 34  | +25 |

- Nota: Solamente se incluyen las cinco posiciones principales.